# Stilobezzia coquilletti
Stilobezzia coquilletti är en tvåvingeart som beskrevs av Jean-Jacques Kieffer 1917. Stilobezzia coquilletti ingår i släktet Stilobezzia och familjen svidknott. Inga underarter finns listade i Catalogue of Life.